# Маршрут (теорія графів)
Маршрут (англ. walk) в графі — скінченна або нескінченна послідовність ребер S = {…, e, e1, …, en,…} в якій кожні два сусідні ребра ei -1 і ei мають спільну вершину тобто
e0 = (v0, v1) (ребро e0 інцидентне вершинам v0, v1 )
e1 = (v1, v2)
e2 = (v2, v3)
.   .   .
en = (vn, vn+1). 
Маршрут називають скінченним якщо він має початкову і кінцеву вершину. Якщо маршрут має початкову вершину, але не має кінцевої (або навпаки), то його називають односторонньо-нескінченним. Якщо маршрут не має початкової і кінцевої вершин то його називають двосторонньо-нескінченними. 
Довжина маршруту дорівнює кількості ребер у ньому (причому кожне ребро вказується стільки разів, скільки воно зустрічається в даному маршруті).
Якщо S має початкову вершину v0 і кінцеву вершину vn, то записують 
S = S(v0, vn) (тобто S — маршрут довжини n, який з'єднує вершини v0 і vn).
Маршрут M називається ланцюгом, якщо кожне ребро зустрічається в ньому не більше одного разу, і простим ланцюгом, якщо будь-яка вершина, крім, можливо, початкової, зустрічається в ньому не більш як один раз.
Маршрут називають циклічним або замкнутим якщо v0 = vn